# Huacas de Lima

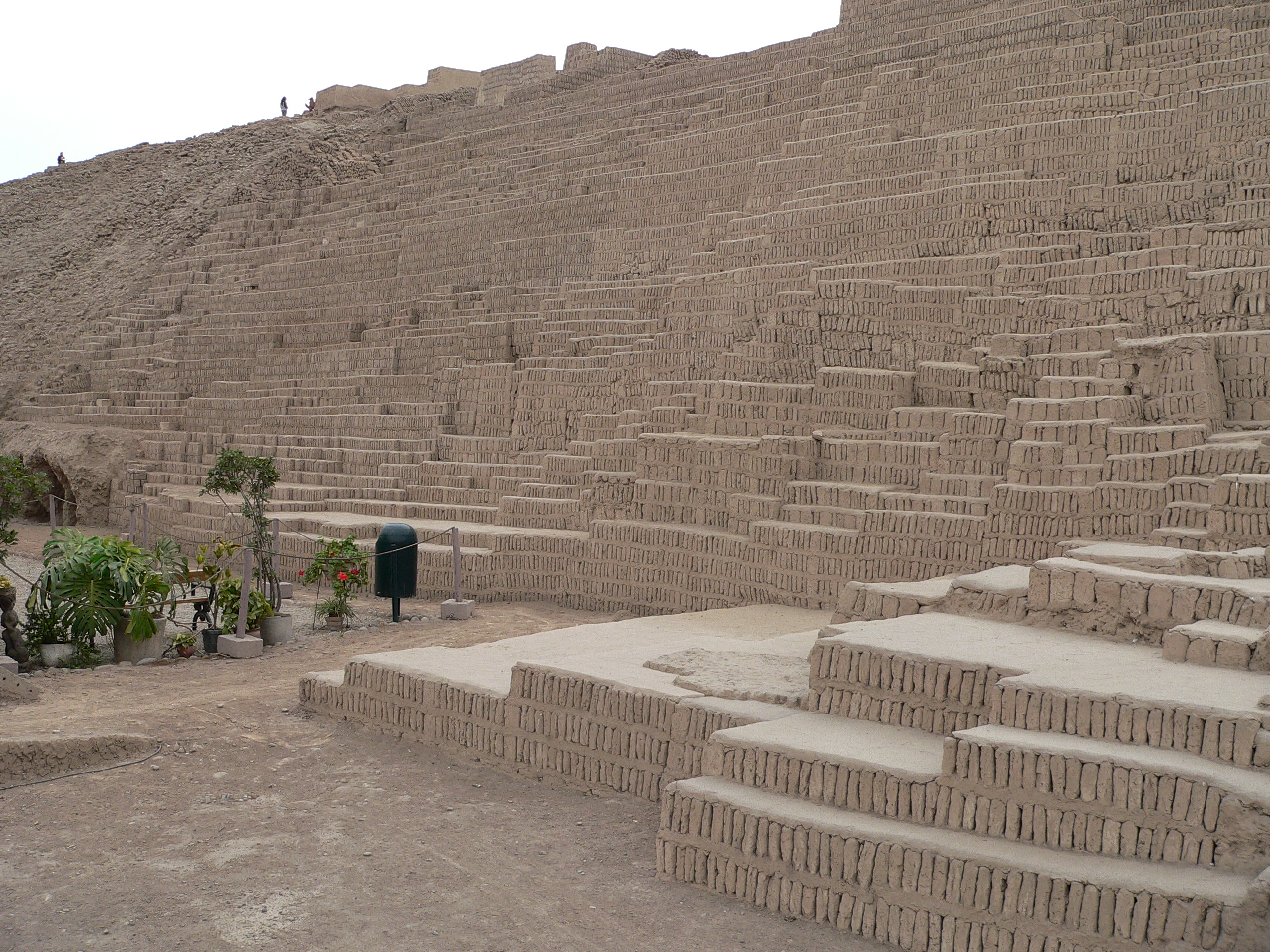
Huaca Pucllana, en el distrito de Miraflores.

Como centro religioso, las huacas son también famosas por ser el lugar en el que se depositaban ofrendas. Por esta razón, fueron víctimas de saqueo durante los primeros años de la conquista hispana del Perú (siglo XVI), tanto por su fama de contener tesoros, como por ser el centro de la religiosidad local en el antiguo Perú.

## Caral, la más antigua
Caral  es considerada por la UNESCO como Patrimonio Cultural de la Humanidad en el Perú. Esta ciudadela y sus treinta huacas o centros religiosos de adoración, se encuentra situada en el Valle de Supe, en la provincia de Barranca, en el departamento de Lima, y tiene aproximadamente 5000 años de antigüedad, de acuerdo a 42 fechados radio carbónicos.

## Huacas en Lima, ciudad milenaria
En las diferentes zonas de la ciudad de Lima, se encuentran 54 huacas, algunas de ellas con más de 4000 años de haber sido construidas y que pertenecen a épocas preincaicas mayormente y solo algunas a tiempos incaicos. No escapa a que por esta razón bien puede calificarse a Lima como una ciudad milenaria. La mayoría de las huacas se encuentran rodeadas de construcciones de la época moderna, salvo aquellas que están algo fuera de los centros poblados.

### Huacas enLima Norte
- Buena Vista o Templo del Zorro
- Capilla Márquez
- Cerro Culebras
- Cerro Pro
- Cerro Respiro
- Copacabana
- Chacra Cerro I y II
- El Paraíso
- El Retablo
- Fortaleza de Collique
- Huaca Fundo Naranjal
- Garagay
- Huaca Infantas I y II
- Huaca Naranjal
- Huaca Pro
- Huacoy
- Huaca Lechuza
- Palacio Oquendo o del Inca
- Palao
- Huaca Santa Rosa
- Tambo Inga
- La Milla

### Huacas enLima Este
- Bellavista
- Cajamarquilla[3]
- Fortaleza de Campoy
- Chontay
- Granados I y II
- Huanchihuaylas
- Huaquerones
- Huaycán de Cieneguilla[4]
- Huaycán de Pariachi
- Mangomarca
- Melgarejo
- Monterrey
- Mina Perdida
- La Puruchuca
- Puruchuco[5]
- San Antonio
- San Juan de Pariachi
- Santa Felicia o Santa Raquel
- Tijerales

### Huacas enLima Centro
- Aliaga
- Balconcillo
- Casa Rosada
- Conjunto Parque de Las Leyendas (parte del Complejo Maranga)
- Huallamarca[6]
- Huantille
- Huantinamarca (Complejo Maranga)
- La Florida
- La Merced o La Calera
- Mateo Salado
- Middendorf (Complejo Maranga)
- Santa Ana
- San Borja
- Santa Catalina
- Santa Cruz
- San Marcos (Complejo Maranga)[7]
- Panteón Chino o Julio C. Tello (Complejo Maranga)
- Pucllana[8]

### Huacas enLima Sur
- Armatambo
- Cardal
- Golondrina o Tambo Inga
- Manchay Bajo
- Marcavilca
- Pachacámac[9]